# Glikolipidy

Budowa glikolipidów (przykładową częścią cukrową jest tu reszta glukozy)

Glikolipidy – organiczne związki chemiczne, zbudowane z części cukrowej połączonej wiązaniem O-glikozydowym z fragmentem lipofilowym, zazwyczaj za pośrednictwem glicerolu (glikoglicerolipidy) lub sfingozyny (glikosfingolipidy).

## Budowa
Elementy cukrowe to najczęściej reszty glukozy lub galaktozy (można stosować wówczas nazwę „galaktolipid”), a także inozyny, przy czym mogą być to mono-, di- lub oligosacharydy (do 4, a nawet 7 reszt cukrowych).
Elementy lipofilowe to łańcuch węglowodorowy sfingozyny i reszty wyższych kwasów tłuszczowych reszt ceramidu (tj. N-acylowanej sfingozyny) lub diacyloglicerolu. Zawierają one zazwyczaj parzystą liczbę atomów węgla, najczęściej 16–18, rzadziej 14 lub do 24.

## Podział

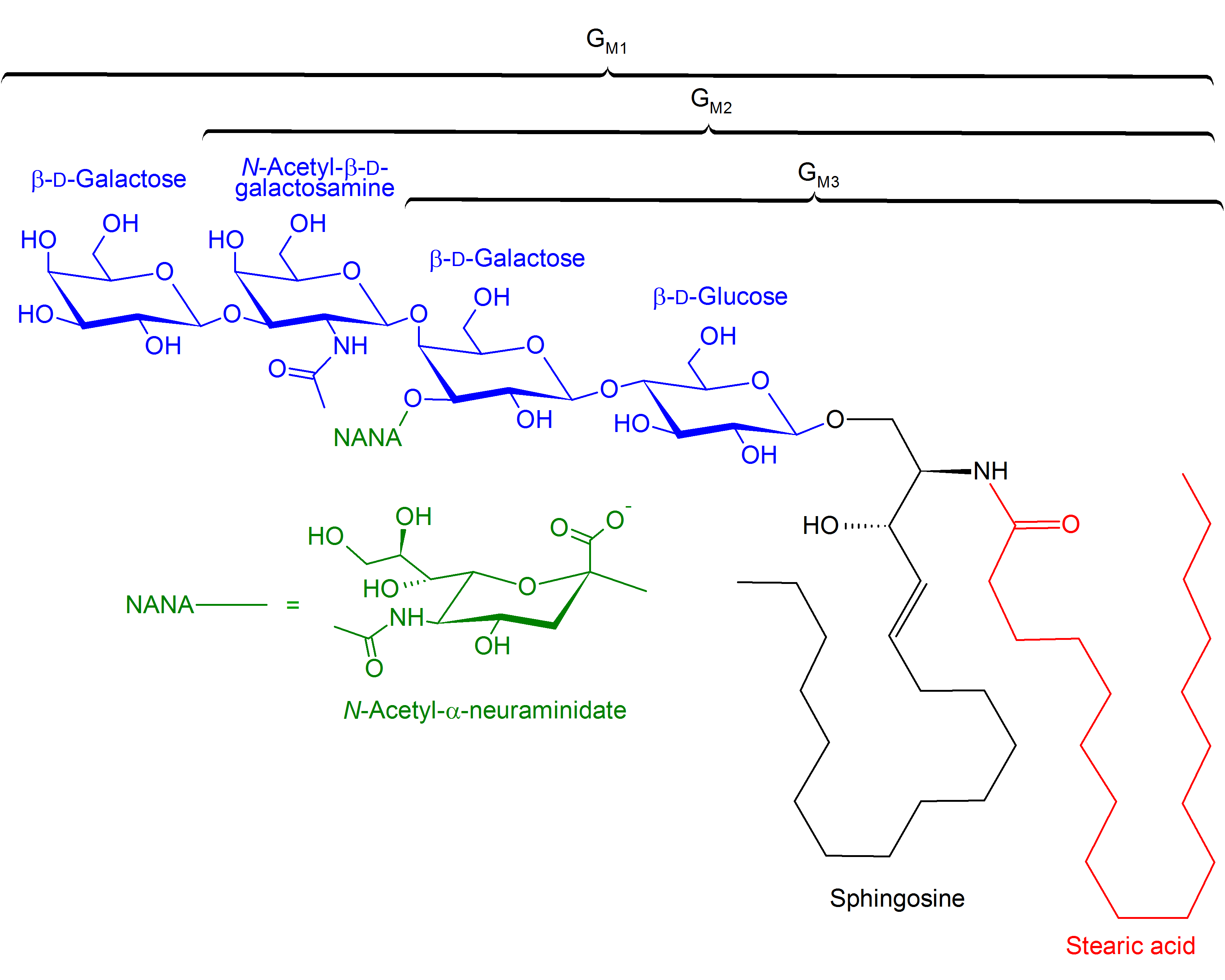
Budowa gangliozydów zawierających jedną resztę kwasu sialowego (NANA)

Podstawowa klasyfikacja glikolipidów dotyczy łącznika pomiędzy cukrem a kwasem tłuszczowym:
- Glikoglicerolipidy – łącznikiem jest glicerol.

Zawierają 1–3 reszt cukrowych połączonych z resztą diacyloglicerolu lub  monoacyloglicerolu. Mono- i digalaktozylodiacyloglicerole są najważniejszymi glikolipidami chloroplastów. Występują powszechnie u roślin wyższych, glonów i niektórych bakterii. U roślin składnikiem cukrowym jest najczęściej galaktoza.
- Glikosfingolipidy – łącznikiem jest sfingozyna.

Występują w komórkach zwierzęcych. Należą do grupy sfingolipidów. Dzielą się dalej na:
- Glikosfingolipidy obojętne, w których częścią cukrową jest reszta glukozy lub galaktozy (jedna lub więcej). Przykładem są cerebrozydy, zwierające resztę monosacharydu; jeżeli cukrem jest galaktoza, noszą one nazwę galaktocerebrozydów i występują w dużych ilościach w osłonce mielinowej neuronów.
- Oligoglikozyloceramidy, zawierające oligosacharydy jako część cukrową. Są kluczowym elementem większości komórek eukariotycznych (w tym roślinnych i zwierzęcych) i niektórych bakterii. Najpowszechniej występującym i najważniejszym oligoglikozyloceramidem jest laktozyloceramid, w którym resztę cukrową stanowi laktoza.
- Glikosfingolipidy kwaśne, w których fragment cukrowy zawiera reszty kwasowe, np. siarczanowe (sulfoglikosfingolipidy) lub sialowe (gangliozydy). Gangliozydy występują powszechnie w mózgu i innych tkankach kręgowców. Oznaczane są literą G wraz z literami M, D i T w indeksie dolnym (dla wskazania liczby reszt kwasu sialowego, odpowiednio 1, 2 i 3) po których znajduje się liczba wskazująca na kolejność migracji chromatograficznej związku. W ludzkim mózgu głównymi gangliozydami są GM1, GM2, GM3, GD1a, GD1b, GD3, GT1a i GT1b.

Ponadto do glikolipidów zalicza się lipopolisacharydy, będące głównym składnikiem błon komórkowych bakterii Gram-ujemnych.

## Znaczenie biologiczne
Są jednym z podstawowych składników błon komórkowych, obok fosfolipidów i cholesterolu. Stanowią w nich 2–10% całkowitych lipidów. Szczególnie dużo glikolipidów znajduje się w tkance nerwowej. Glikolipidami są niektóre antygeny, np. odpowiadające za grupy krwi oraz występujące w błonie komórkowej patogenów, co jest kluczowe dla rozwinięcia odpowiedzi immunologicznej u gospodarza.
Wady genetyczne prowadzące do zaburzenia metabolizmu glikolipidów są przyczyną lizosomalnych chorób spichrzeniowych, często śmiertelnych, z towarzyszącymi zaburzeniami neurologicznymi, np. epilepsją. W tej grupie najczęściej występująca jest choroba Gauchera.